# Blanzac, Haute-Vienne
Blanzac (tiếng Occitan: Blanzac) là một xã của tỉnh Haute-Vienne, thuộc vùng Nouvelle-Aquitaine, miền trung nước Pháp.